# Caisse d’Epargne/Saison 2010
Dieser Artikel listet Erfolge und Mannschaft des Radsportteams Caisse d’Epargne in der Saison 2010 auf.

## Erfolge beim UCI World Calendar
Bei den Rennen des UCI World Calendar im Jahr 2010 gelangen dem Team nachstehende Erfolge.
| Datum              | Rennen                         | Fahrer               |
| ------------------ | ------------------------------ | -------------------- |
| 23. Januar         | 5. Etappe Tour Down Under      | Luis León Sánchez    |
| 5. April           | 1. Etappe Baskenland-Rundfahrt | Alejandro Valverde * |
| 6. April           | 2. Etappe Baskenland-Rundfahrt | Alejandro Valverde * |
| 2. Mai             | 5. Etappe Tour de Romandie     | Alejandro Valverde * |
| 27. April – 2. Mai | Gesamtwertung Tour de Romandie | Alejandro Valverde * |
| 19. Juni           | 8. Etappe Tour de Suisse       | Rui Costa            |
| 31. Juli           | Clásica San Sebastián          | Luis León Sánchez    |
| 5. September       | 9. Etappe Vuelta a España      | David López          |
| 7. September       | 10. Etappe Vuelta a España     | Imanol Erviti        |

## Erfolge in der UCI Europe Tour
Bei den Rennen der UCI Europe Tour im Jahr 2010 gelangen dem Team nachstehende Erfolge.
| Datum           | Rennen                                          | Fahrer               |
| --------------- | ----------------------------------------------- | -------------------- |
| 10. Februar     | Trofeo Deià                                     | Rui Costa            |
| 10.–14. Februar | Gesamtwertung Tour Méditerranéen                | Alejandro Valverde * |
| 21. Februar     | 5. Etappe Volta ao Algarve (EZF)                | Luis León Sánchez    |
| 6. April        | 1. Etappe Circuit Cycliste Sarthe               | Luis León Sánchez    |
| 6.–9. April     | Gesamtwertung Circuit Cycliste Sarthe           | Luis León Sánchez    |
| 25. Juni        | Portugiesische Meisterschaft – Einzelzeitfahren | Rui Costa            |
| 25. Juni        | Spanische Meisterschaft – Einzelzeitfahren      | Luis León Sánchez    |
| 27. Juni        | Spanische Meisterschaft – Straßenrennen         | José Iván Gutiérrez  |

* Alejandro Valverde wurde nachträglich ab dem 1. Januar 2010 gesperrt und ihm wurden somit alle Siege und Platzierungen aberkannt.

## Abgänge-Zugänge
| Zugänge             |                 | Abgänge                |                               |
| ------------------- | --------------- | ---------------------- | ----------------------------- |
| Marzio Bruseghin    | Lampre          | Óscar Pereiro          | Astana                        |
| Juan José Cobo      | Fuji-Servetto   | Anthony Charteau       | Bbox Bouygues Télécom         |
| Christophe Moreau   | Agritubel       | Daniel Moreno          | Omega Pharma-Lotto            |
| Juan Mauricio Soler | Team Barloworld | Joaquim Rodríguez      | Katjuscha                     |
| Rubén Plaza         | Liberty Seguros | Nicolas Portal         | Sky Professional Cycling Team |
|                     |                 | Marlon Pérez           | GW Shimano-Chec-Edeq-Envia    |
|                     |                 | Rui Costa (bis 31.10.) | Unbekannt                     |

## Mannschaft
| Name                       | Geburtstag         | Nationalität |
| -------------------------- | ------------------ | ------------ |
| Andrey Amador              | 29. August 1986    | Costa Rica   |
| David Arroyo               | 7. Januar 1980     | Spanien      |
| Marzio Bruseghin           | 15. Juni 1974      | Italien      |
| Juan José Cobo             | 11. Februar 1981   | Spanien      |
| Arnaud Coyot               | 6. Oktober 1980    | Frankreich   |
| Mathieu Drujon             | 1. Februar 1983    | Frankreich   |
| Imanol Erviti              | 15. November 1983  | Spanien      |
| José Vicente García Acosta | 4. August 1972     | Spanien      |
| José Iván Gutiérrez        | 27. November 1978  | Spanien      |
| Arnold Jeannesson          | 15. Januar 1986    | Frankreich   |
| Wassil Kiryjenka           | 28. Juni 1981      | Belarus      |
| Pablo Lastras              | 20. Januar 1976    | Spanien      |
| David López García         | 13. Mai 1981       | Spanien      |
| Alberto Losada             | 28. Februar 1982   | Spanien      |
| Ángel Madrazo              | 30. Juli 1988      | Spanien      |
| Christophe Moreau          | 12. April 1971     | Frankreich   |
| Luis Pasamontes            | 2. Oktober 1979    | Spanien      |
| Francisco Pérez            | 22. Juli 1978      | Spanien      |
| Mathieu Perget             | 18. September 1984 | Frankreich   |
| Rubén Plaza                | 29. Februar 1980   | Spanien      |
| José Joaquín Rojas Gil     | 2. Juni 1985       | Spanien      |
| Luis León Sánchez          | 24. November 1983  | Spanien      |
| Mauricio Soler             | 14. Januar 1983    | Kolumbien    |
| Rigoberto Urán             | 26. Januar 1987    | Kolumbien    |
| Alejandro Valverde         | 25. April 1980     | Spanien      |
| Xabier Zandio              | 17. März 1977      | Spanien      |

## Trikot

2010